# Lectionnaire 1
- Papyrus
- Onciale
- Minuscules
- Lectionnaire

Le Lectionnaire, portant le numéro de référence 1 (Gregory-Aland), est un manuscrit de vélin du Nouveau Testament en écriture grecque onciale.

## Description
Le codex se compose de 265 folios. Les dimensions du manuscrit sont de 30 x 24 cm. Il est écrit sur deux colonnes de 10 lignes. C'est un livre liturgique contenant les passages des lectures de l'Évangiles,. Il a esprits et accents. Il contient les τιτλοι (titres).
Les paléographes datent ce manuscrit du Xe siècle.
Le manuscrit a été examiné par Bernard de Montfaucon, Johann Jakob Wettstein, Paulin Martin, et Henri Omont.
Il est conservé à la Bibliothèque nationale de France (Gr. 278), Paris,.